# Jak zdobywano Dziki Zachód
Jak zdobywano Dziki Zachód (ang. How the West Was Won) – amerykański western z 1962 roku. Film podzielony na segmenty jest epicką sagą o rodzinie Prescottów – osadników, którzy ruszyli na Dziki Zachód.
W latach 1976–1979 nakręcono dwugodzinny film, a następnie serial pod tym samym tytułem, luźno oparty na fabule filmu.

## Obsada
- Carroll Baker – Eve Prescott Rawlings
- Lee J. Cobb – Szeryf Lou Ramsey
- Henry Fonda – Jethro Stuart
- Carolyn Jones – Julie Rawlings
- Karl Malden – Zebulon Prescott
- Gregory Peck – Cleve Van Valen
- George Peppard – Zeb Rawlings
- Robert Preston – Roger Morgan
- Debbie Reynolds – Lilith „Lily” Prescott
- James Stewart – Linus Rawlings
- Eli Wallach – Charlie Gant
- John Wayne – Generał William Tecumseh Sherman
- Richard Widmark – Mike King